# Schlacht von Assaye
Die Schlacht von Assaye am 23. September 1803 war eine entscheidende Schlacht während des Zweiten Marathenkrieges, in welcher die zahlenmäßig unterlegenen Truppen Großbritanniens und der Ostindischen Handelskompanie ihre indischen Widersacher entscheidend schlugen.

## Vorgeschichte
Auslöser des Zweiten Marathenkrieges war letztendlich die britische Einmischung in die inneren Angelegenheiten der Marathen-Staaten nach der Schlacht von Poona, als einer der Vasallenfürsten des Verlierers Daulatrao Scindia von Gwalior in den britischen Einflussbereich floh.
Gemeinsam mit den verbündeten indischen Fürsten versuchte die britische Regierung das Machtvakuum in der umkämpften südindischen Region von Pune auszufüllen. Nachdem der Konflikt zwischen den Beteiligten immer weiter eskalierte, brach 1803 Krieg aus.
Einer der ersten britischen Angriffe richtete sich nunmehr von Seringapatam aus nach Norden, gegen Ahmedneggar, wobei die Stadt am 8. August 1803 in einem Sturmangriff durch die britisch-indischen Truppen eingenommen wurde, während die nahegelegene Festung erst am 12. August 1803 kapitulierte.
Ab dem 14. August 1803 marschierten die britisch-indischen Truppen unter Major General Sir Arthur Wellesley von Ahmedneggar aus nach Norden und versuchten, das Marathenheer von Daulatrao Scindia von Gwalior und dem Radscha von Berar in eine Feldschlacht zu verwickeln. In der nachfolgenden Zeit bis zum 22. September 1803 verfolgten die britischen Truppen das Marathenheer durch weite Teile Zentralindiens. In diesem Zeitraum war es vor allem deshalb zu Verzögerungen gekommen, weil beide Heere gezwungen waren, mehrfach Flüsse zu überqueren, was eine zeitraubende Angelegenheit darstellte.
Erst am 21. September 1803 fanden britische Aufklärungskräfte in der Nähe von Sailgaon Hinweise darauf, dass das Marathenheer in der Umgebung von Bokardan lagerte. Wellesley plante, sich mit seiner zweiten Armee am 24. September 1803 zu vereinigen, um im Anschluss das Marathenheer anzugreifen.
Als die britisch-indischen Truppen der Armee Sir Arthur Wellesleys am 23. September 1803 die Umgebung von Naulniah erreichten, erlangten diese Kenntnis davon, dass das gesamte Marathenheer nahe dem Dorf von Assaye Stellung bezogen hatte.

## Gegnerische Verbände
Am Tage der Schlacht hatten die gegnerischen Armeen die folgende Aufstellungen:

### Die britische Feldarmee unter Wellesley
Major General Sir Arthur Wellesley kommandierte nicht nur die bei Assaye eingesetzten Verbände, sondern auch die Armee von Colonel Stevenson.
Am Tag von Assaye unterstanden folgende Truppen Wellesley:
- Infanterie

- 1. Brigade unter Lieutenant Colonel William Wallace

- 1. Bataillon des 74th (Highland) Regiment of Foot
- 1. Bataillon des 4. Madras-Regiments
- 2. Bataillon des 12. Madras-Regiments

- 2. Brigade unter Lieutenant Colonel William Harness

- 1. Bataillon des 78th (Highlanders) Regiment of Foot
- 1. Bataillon des 8. Madras-Regiments
- 1. Bataillon des 10. Madras-Regiments

- Feldwache des Tages unter Lieutenant Colonel Orrock

- jeweils eine Halbkompanie der sieben Infanterie-Bataillone von Assaye und Naulniah

- Kavallerie

- Kavallerie-Brigade unter Lieutenant Colonel Patrick Maxwell

- 19th Regiment of (Light) Dragoons
- 4. Eingeborenen-Kavallerie der Ostindienkompanie
- 5. Eingeborenen-Kavallerie der Ostindienkompanie
- 7. Eingeborenen-Kavallerie der Ostindienkompanie

- Artillerie

- 22 Geschütze

- Indische Verbündete

- 5.400 Indische Soldaten

#### Die bei Naulniah eingesetzten Truppen
Zur Bewachung des Trosses und des Gepäcks wurde im Feldlager Naulniah durch Major General Wellesley eine Wachtruppe unter dem Befehl von  Lieutenant Colonel Chambers zurückgelassen.
- 1. Bataillon des 2. Madras-Regiments
- 6 Geschütze

#### Die Streitkräfte von Colonel Stevenson
Bereits vor der Schlacht von Assaye hatte Major General Sir Arthur Wellesley einen Teil seiner Truppen unter einem seiner älteren Stellvertreter detachiert. Diese sollten sich zu einer Schlacht mit den anderen britischen Truppen vereinigen. Tatsächlich kamen diese Truppen erst am Morgen nach der Schlacht bei Assaye an.
- Infanterie

- 1. Bataillon des 94th Regiment of Foot
- 2. Bataillon des 2. Madras-Regiments
- 1. Bataillon des 6. Madras-Regiments
- 2. Bataillon des 7. Madras-Regiments
- 2. Bataillon des 9. Madras-Regiments
- 1. und 2. Bataillon des 11. Madras-Regiments

- Kavallerie

- 3. Eingeborenen-Kavallerie der Ostindienkompanie
- 11. Eingeborenen-Kavallerie der Ostindienkompanie

- Artillerie

- 16 Geschütze

### Die Marathenarmee
Die vereinigten Armeen von Maharadscha Dolat Rao Scindia und dem Radscha von Berar umfassten die folgenden Verbände:
- 36.000 Kavalleristen beider indischer Herrscher

- Compoo von Colonel Anthony Pohlmann (Äquivalent einer Division)

- sechs Bataillone Infanterie, 500 Kavalleristen, 40 Geschütze

- Compoo unter dem Befehl von Major Dupont

- vier Bataillone Infanterie und 20 Geschütze

- Compoo unter dem Befehl von Colonel Saleur

- fünf Bataillone Infanterie und 25 Geschütze

- Compoo der Infanterie des Radschas von Berar

- sieben Bataillone unter dem Befehl von Benji Singh

- weitere 160 Geschütze

## Die Aufstellung des Marathenheeres
Die erste Aufstellung des Marathenheeres orientierte sich in breiter Front entlang des Flussverlaufes des Kaitna mit dem westlichen Ende an der Furt von Kodilly hin zur Furt von Taunkley im Osten, wo die Front nach Norden abschwenkte und mithin am Dorf von Assaye und dem Fluss Juah endete.
Nachdem die britisch-indischen Truppen jedoch ihren Vormarsch aus Naulniah nördlich nach Assaye antraten und die weiter östlich gelegene Furt von Peepalgaon zum Übersetzen nutzten, wurde die Front der Mahratentruppen nunmehr auf den Abschnitt zwischen dem Fluss Kaitna an der Furt von Taunkley und dem Dorf Assaye am Juah in Nord-Süd-Richtung umgruppiert, wodurch der ursprüngliche Plan Sir Arthur Wellesleys, der nach Süden ausgerichteten Front in die Flanke zu fallen, obsolet war.

## Schlachtverlauf
Die britisch-indischen Truppen marschierten in zwei Angriffskolonnen nach Norden: die Infanterie marschierte in der Reihenfolge: Feldwache des Tages, 1. Bataillon des 74. Highlander-Regiments, 2. Bataillon des 12. Madras-Regiments, 1. Bataillon des 4. Madras-Regiments, sowie 1. Bataillon des 8. Madras-Regiments, 1. Bataillon des 10. Madras-Regiments und zuletzt 1. Bataillon des 78. Highlander-Regiments. Abgesondert davon marschierte die Kavallerie nach Norden und bildete südlich des Flusses Kaitna zunächst einen Schirm, hinter dem die Infanterie aufmarschierte.

### Die südliche Kampflinie
In der Marschreihenfolge schwenkte die britisch-indische Infanterie nach Westen. Die ursprüngliche Marschkolonne ging nun auf breiter Front vor und stellte sich in Entfernung von etwa 500 Metern in Linie auf. Die gesamte britisch-indische Infanterie bildete nunmehr eine von Norden nach Süden verlaufenden Front, während die regulär britisch-indische Kavallerie über den Kaitna hinter der Infanterie nachrückte. Lediglich die verbündete indische Kavallerie verblieb südlich des Kaitna.
Nachdem die Infanterie ihre Aufstellung, gedeckt durch das Geschützfeuer der eigenen Artillerie, vollendet hatte, begann der Frontalangriff gegen die Marathen. Dabei gingen die vier Bataillone der indischen Infanterie und das Highlander-Bataillon durch Artilleriefeuer der Marathen frontal vor, bis sie die Geschützlinie überrannten und das Feuer auf die dahinter positionierte Maratheninfanterie eröffnete. Im folgenden Bajonettangriff zerbrach die komplette südliche Front der Marathen. Die dahinter stehende Kavallerie der Marathen nutzte die Chance, die nach dem Durchbruch ungeordnete britisch-indische Infanterie zu zerschlagen, nicht.
Nachdem die britisch-indische Infanterie sich gesammelt hatte, wurde sie von Osten durch die überrannte Geschützlinie der Marathen beschossen. Statt gegen die sich sammelnde Infanterie der Marathen vorgehen zu können, wurde das 78. Highlander-Regiment nach Osten geschickt, wo es zusammen mit der 7. Eingeborenen-Kavallerie die Geschützlinie wiederum überrannte und alle Geschütze sicherte.

### Die nördliche Kampflinie
Im Rahmen des Aufmarsches marschierten die Feldwache des Tages und das 74. Highlander-Regiment gemeinsam nach Norden und verloren den Anschluss an die weitere Infanterie. Beide Einheiten marschierten ohne Rückendeckung auf das Dorf Assaye zu, wo sie gegen 20.000 Marathen antraten. Die Feldwache des Tages wurde beim Angriff nahezu ausgelöscht, das 74. Highlander-Regiment wurde von indischer Infanterie und Kavallerie der Marathen umzingelt und erlitt in den Gefechten auf kürzeste Distanz erhebliche Verluste. Lediglich das Eingreifen der britisch-indischen Kavallerie (19. britische Leichte Dragoner, 4. Eingeborenen-Kavallerie, 5. Eingeborenen-Kavallerie), das den Marathen-Angriff zurückwarf, rettete die Highlander, welche sich daraufhin nach Osten zurückzogen.

### Die letzten Kämpfe am Juah und um Assaye
Nachdem die Infanterie der Marathen sich entlang des Flussverlaufes des Juah gesammelt hatten, erteilte Wellesley Befehle diese letzte Linie anzugreifen. Die vier Bataillone der Ostindischen Handelskompanie sowie das hinzubeorderte 78. Highlander-Regiment griffen nordwärts an, während drei Kavallerieregimenter (19. britische Leichte Dragoner, 4. Eingeborenen-Kavallerie, 5. Eingeborenen-Kavallerie) von Osten her angriffen. Dabei wurde die letzte Linie der Marathen in den späten Abendstunden überrannt. Die Schlacht endete jedoch erst, als britische Artillerie Assaye beschoss und zwei Bataillone der Infanterie das Dorf einnahmen, aus welchem die letzten Marathen bereits geflohen waren.

## Folgen der Schlacht
Der Erfolg der britisch-indischen Truppen wurde mit 409 Gefallenen, 1622 Verwundeten und 26 Vermissten blutig erkauft. Die Marathen zählten gar 1.200 Gefallene und 3.600 bis 4.800 Verwundete, wozu die Marathen 98 Geschütze zurückließen, welche zuallermeist von den britisch-indischen Truppen genutzt wurden.

## Nachwirkungen der Schlacht
In der folgenden Zeit eroberten die britisch-indischen Truppen Asirgarh am 20. Oktober 1803 und schlugen in der Schlacht von Argaum am 29. November 1803 eine weitere Marathenarmee. Der Feldzug endete letztendlich mit der Eroberung der Festung Gawilghar am 15. Dezember 1803 durch Sir Arthur Wellesley.
Parallel dazu wurden weiter nördlich durch andere britisch-indische Truppen unter General Lake die Marathen bei Delhi geschlagen und die Stadt Delhi kurz darauf eingenommen. Nichtsdestotrotz stellte die Schlacht von Assaye die wichtige Vorentscheidung auf dem südlichen Kriegsschauplatz dar, bei welcher die Masse der ausgebildeten Marathentruppen geschlagen wurden.

## Belletristische Rezeption
Bernard Cornwell hat in seinem Roman Sharpes Sieg die Kämpfe während der Schlacht von Assaye beschrieben.